# Parabere Forum
Parabere Forum est une organisation mondiale à but non lucratif dont l'objectif est de promouvoir la diversité, l'inclusion et l'égalité entre hommes et femmes dans l'univers culinaire. Ses actions visent la promotion de l'entrepreneuriat féminin,.

## Forum
Tous les ans au mois de mars le forum regroupe des leaders mondiaux d'opinion, des activistes, des scientifiques, des chefs, des producteurs et des experts de l'agriculture et de la nutrition,.
Fonctionnant comme un think tank, le forum génère des idées, des plans d'action et des débats afin d'encourager la contribution des femmes dans l'univers culinaire ,.

## Base de données
Créée en 2015 la base de données recense plus de 6000 cheffes, sommelières, productrices, viticultrices, scientifiques, anthropologues de l'alimentation, baristas, bartenders, boulangères ou femmes impliquées dans la restauration ou l'alimentation. Elle est une source pour les médias et les organisateurs d'événements culinaires. Gratuite, la base de données est consultable en libre accès.

## Application mobile
Créée en 2018 le Parabere Gourmet City Guide est une application gratuite recensant des restaurants, des bistrots, des pâtisseries, des boulangeries, des bars et des commerces de bouche détenus ou dirigés par des femmes dans 12 villes dans le monde. L'application est disponible sur l'Apple Store and Google Play,.

## Parabere Care Award
L'objectif du Parabere Care Awardest de  récompenser des organisations ou des individus œuvrant pour l’équilibre vie privée / vie professionnelle. 
En 2019 le prix a été décerné à l'activiste américaine Alice Waters,.

## Essais
Parabere publie une collection d’ouvrages dont l'objectif est de donner de la visibilité à la voix et à la vision des femmes dans le monde de la restauration. Le premier ouvrage Cooking up a better food future est un manifeste d'espoir pour le futur de l'alimentation rédigé collectivement par les 100 les plus influentes du domaine.

## Sources
1. ↑  « Interview de Maria Canabal, présidente du Parabere Forum, 1er forum mondial pour les femmes de la gastronomie », sur Vin et Société (consulté le 8 mars 2019)
2. ↑  (en) « 5 Highlights from 2018 Parabere Forum », sur Fine Dining Lovers (consulté le 8 mars 2019)
3. ↑  (it) « Parabere Forum: siamo tutte attiviste della gastronomia », sur D.it Repubblica, 26 octobre 2015 (consulté le 8 mars 2019)
4. ↑  (it) « 6 Madame Parabere - la Repubblica.it », sur Archivio - la Repubblica.it (consulté le 8 mars 2019)
5. ↑  « Female chefs cooking up a storm in Bilbao Spain - CNN Video » (consulté le 8 mars 2019)
6. ↑  « Gastronomie : où sont les femmes cheffes ? - Elle à Table », sur elle.fr (consulté le 8 mars 2019)
7. ↑  (en-GB) Nicholas Gill, « Culinary women serve up their own #MeToo moment in Sweden », The Guardian,‎ 2 mars 2018 (ISSN 0261-3077, lire en ligne, consulté le 8 mars 2019)
8. ↑  (en) Beth Kaiserman, « These Tools Make It Easy To Find Women And People Of Color In The Food Business », sur Forbes (consulté le 8 mars 2019)
9. ↑  « «Parabere Gourmet City Guide» : les femmes à l'honneur », sur FIGARO, 8 décembre 2018 (consulté le 8 mars 2019)
10. ↑  (it) « Blog | Il gotha della gastronomia punta a creare un network mondiale », sur Alley Oop, 5 mars 2019 (consulté le 8 mars 2019)
11. ↑  (it) « Parabere Forum: 400 donne in un teatro, pronte a cambiare il mondo », sur Repubblica.it, 4 mars 2019 (consulté le 8 mars 2019)
12. ↑  « How can women change the future of food? », sur delicious.com.au (consulté le 8 mars 2019)